# Otto Kiesel
Otto Erich Kiesel (* 7. November 1880 in Hamburg; † 21. August 1956 ebenda) war ein deutscher Journalist und Schriftsteller. 

## Leben

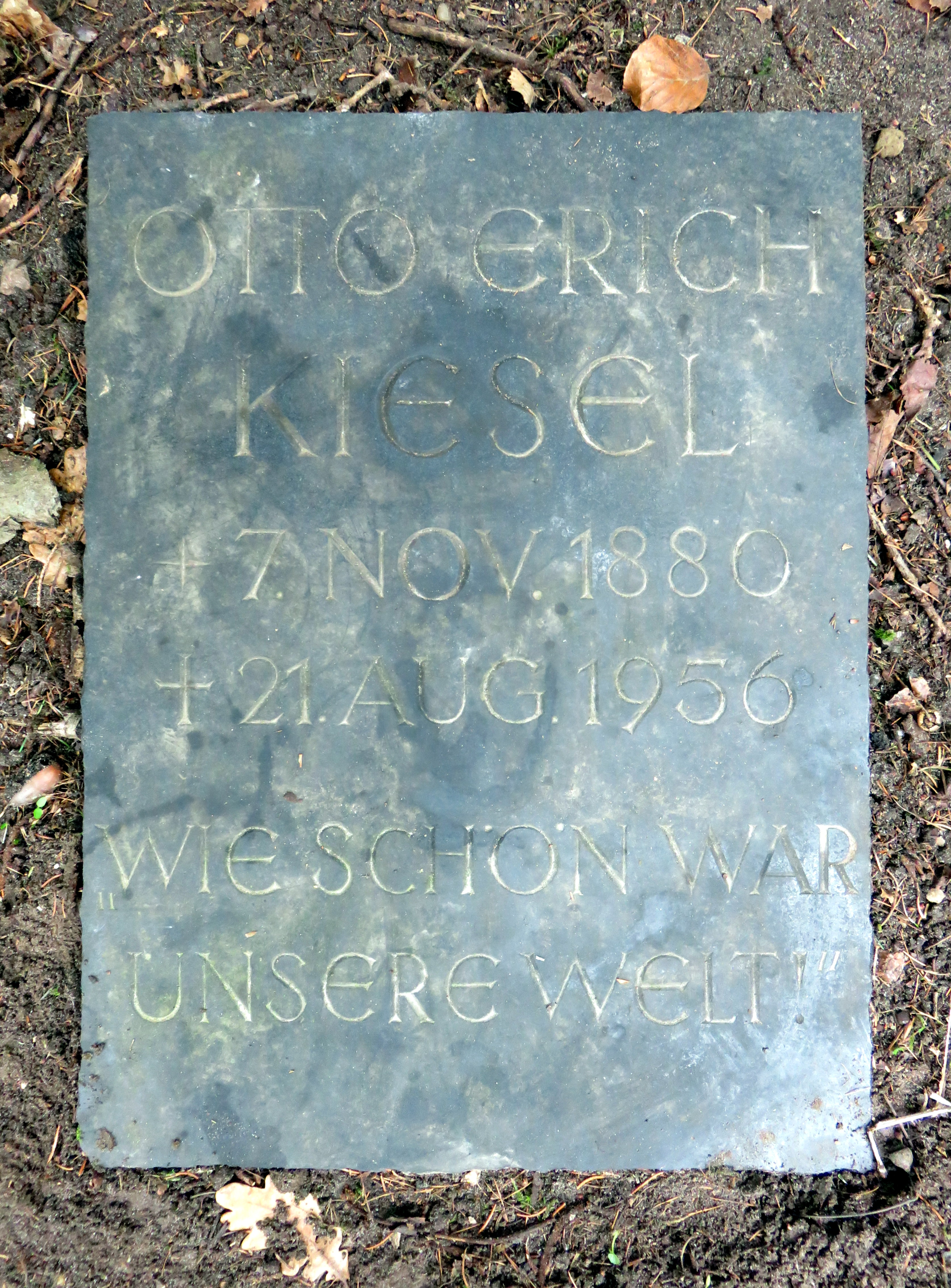
Kissenstein Otto Erich Kiesel auf dem Friedhof Ohlsdorf

Otto Kiesel war der Sohn eines Schneiders und erlernte von seinem Vater auch dieses Handwerk. Parallel dazu versuchte er sich autodidaktisch weiter zu bilden. 1903 wurde er auf einen Hinweis von Gustav Falke hin als freier Mitarbeiter bei den Hamburger Nachrichten angestellt. 
Später war er mehrere Semester Hörer an den Universitäten Kiel und Lausanne. Danach kehrte Kiesel als fest angestelltes Redaktionsmitglied zu den Hamburger Nachrichten zurück. 
1910 holte ihn der Verleger Albert Broschek in die Redaktion seiner Zeitung Hamburger Fremdenblatt. Dort wurde Kiesel bald mit der Leitung des Ressorts Lokales betraut. Ab 1930 wirkte er als Chefredakteur der Hamburger Illustrierten. 
Nach dem Zweiten Weltkrieg widmete sich Kiesel seinem eigenen literarischen Schaffen. Seine Werke veröffentlichte er meist unter dem Pseudonym „Ulrich Pfingst“.
Otto Erich Kiesel wurde auf dem Ohlsdorfer Friedhof in Hamburg im Planquadrat AD 22 südöstlich von Kapelle 7 beigesetzt.

## Rezeption
Mit seiner Trilogie „Die unverzagte Stadt“ (Paranoia – Die siebte Schale – Die Nissenhütte) versuchte Kiesel, die Kriegsjahre von 1939 bis 1945 in seiner Heimatstadt Hamburg belletristisch zu verarbeiten. Inwieweit ihm dies gelang, wurde bereits bei Erscheinen 1950 kontrovers diskutiert.

## Werke (Auswahl)
- Acht Tage Hansberg. Roman. Broschek, Hamburg 1937.
- ... bis ins dritte Glied. Roman. Hammerich & Lesser, Hamburg 1949.
- Ebbe und Flut. Hamburger Geschichten. Rothbarth, Leipzig 1904.
- Der ewige Tor. Ein Eulenspiegel-Roman. Hammerich & Lesser, Hamburg 1947.
- Gisela am Roulette. Spielanweisung für eine Freundin. Volksbücherei-Verlag, Gießen 1950.
- Der Golfstrom. Roman. Westermann, Braunschweig  1923.
- Der Michel war Zeuge. Menschen und Schicksale; Roman. Broschek, Hamburg 1952.
- Die Ungerufenen. Roman. Laatzen, Hamburg 1949.
- Die unverzagte Stadt. Kabel Verlag, Hamburg 1985, ISBN 3-921909-84-8 (Nachdr. d. Ausg. Hamburg 1950).
- Wie schön war unsere Welt. Roman. Hammerich & Lesser, Hamburg 1956.